# Zamętnica
Zamętnica (Zannichellia L.) – rodzaj roślin z rodziny rdestnicowatych, czasem wyłączany w monotypową rodzinę zamętnicowatych (Zannichelliaceae), obejmujący 6 gatunków występujących na całym świecie z wyjątkiem Antarktyki. Gatunkiem rodzimym flory Polski jest zamętnica błotna.

## Morfologia i biologia
Rośliny wodne, zanurzone, zasiedlające wody słodkie lub brachiczne. Kłącze płożące, przeważnie smukłe, rozgałęzione, ukorzeniające się w węzłach. Pędy wydłużone, smukłe, bardzo rozgałęzione. Liście zanurzone, siedzące, naprzemianległe, niemal naprzeciwległe lub stłoczone w węzłach, równowąskie, całobrzegie, z wyraźną żyłką główną. Rośliny jednopienne. Kwiaty bardzo drobne, jednopłciowe, wyrastające pachwinowo pojedynczo lub zebrane w wierzchotkę. Kwiaty męskie pojedyncze, szypułkowe, pozbawione okwiatu, 1- lub 2-pręcikowe. Pręciki o smukłych nitkach, z 2-pylnikowymi główkami. Kwiaty żeńskie z filiżankowatym okwiatem, siedzące, 1–9-słupkowe, wolne. Szyjki słupków proste, smukłe, wydłużone, zakończone skośno tarczowatymi znamionami. Owoce niełupko- lub orzeszkokształtne, lekko spłaszczone. Nasiona bez bielma.

## Systematyka
Rodzaj m.in. w systemie Cronquista z 1981 i Takhtajana z 2009 wyłączany był w rodzinę zamętnicowatych Zannichelliaceae.
Systematyka według Angiosperm Phylogeny Website (aktualizowany system APG IV z 2016)
Klad okrytonasienne, klad jednoliścienne (monocots), rząd żabieńcowce (Alismatales), rodzina rdestnicowate (Potamogetonaceae). 
Gatunek flory Polski
- zamętnica błotna (Zannichellia palustris L.)
  - podgatunek zamętnica błotna typowa (Zannichellia palustris L. subsp. palustris)
  - podgatunek zamętnica błotna trzoneczkowata (Zannichellia palustris L. subsp. pedicellata (Wahlenb. & Rosén) Hegi)

Pozostałe gatunki
- Zannichellia andina Holm-Niels. & R.R.Haynes
- Zannichellia aschersoniana Graebn. in H.G.A.Engler (ed.)
- Zannichellia contorta (Desf.) Cham.
- Zannichellia obtusifolia Talavera
- Zannichellia peltata Bertol.